# Lex orandi, lex credendi
La Lex orandi, lex credendi, traducibile, dal latino, con la legge della preghiera è la legge del credere oppure “il contenuto della preghiera è il contenuto della fede”, si riferisce alla relazione tra il culto e la fede: in epoca in cui ancora non esistevano formule di fede o promemoria di fede quali saranno i dogmi, e ancora non era stato fissato il canone biblico, regola di fede erano gli annunci presenti nelle asserzioni della liturgia, il cui valore “probante” cresceva con l'uniformità tra le chiese sparse nei territori in cui avevano predicato gli apostoli. Il principio Lex orandi, lex credendi, anche se non formalmente formulato, era in pratica la principale fonte per fissare i contenuti della fede.

## Origine del principio “Lex orandi, lex credendi”
La formulazione di questo principio della cristiana teologia appare in Prospero di Aquitania (Limoĝes, 390 circa – Roma 430 circa), il quale nell'ottavo libro dell'opera  “De gratia Dei et libero arbitrium contra collactiones” (Intorno alla Grazia di Dio e il Libero arbitrio contro le proposizioni” (di Giovanni Cassiano)  parlando dell'autorità dei passati vescovi della Sede Apostolica circa il tema della “Grazia e del Libero Arbitrio” (vedi la polemica Pelagiana scrive: .. obsecrationum quoque sacerdotalium sacramenta respiciamus, quae ab apostolis tradita, in toto mundo atque in omni catholica Ecclesia uniformiter celebrantur, ut legem credendi lex statuat supplicandi. (Noi vediamo anche nelle preghiere sacerdotali quelle cose che, tramandate dagli apostoli, in tutto il mondo e in ogni chiesa cattolica sono uniformemente celebrate come se la legge del credere fosse stabilita dalla legge del pregare”.

## Cattolicesimo e la "lex orandi, lex credendi"
Questo principio nelle teologie cattoliche gode di un grande prestigio perché permette di esplorare quale fosse il credo delle prime comunità cristiane. Riflesso di questa considerazione si nota anche nel Catechismo della Chiesa Cattolica che nel n. 1124 recita: “La fede della Chiesa precede la fede del credente, che è invitato ad aderirvi. Quando la Chiesa celebra i sacramenti, confessa la fede ricevuta dagli Apostoli. Da qui l'antico adagio: «Lex orandi, lex credendi» (oppure: «Legem credendi lex statuat supplicandi», secondo Prospero di Aquitania (V secolo). La legge della preghiera è la legge della fede, la Chiesa crede come prega. La liturgia è un elemento costitutivo della santa e vivente Tradizione.”
Costantemente nella Chiesa cattolica le attuali formule del credo vengono legate alle formule della preghiera delle primitive comunità cristiane, come si può ricavare anche dall'insegnamento del Concilio di Trento . 

## Anglicanesimo e la "lex orandi, lex credendi"
Lex orandi, lex credendi secondo gli anglicani è sì fondamentale per la comprensione della fede, ma in generale per essi occupa il primo posto la Sacra Scrittura se confrontata con la Tradizione alla quale appartiene anche il principio della “lex orandi, lex credendi”. Poiché la loro posizione non è omogenea, si può fare la seguente sintesi: per l'anglicanesimo ufficiale, la Chiesa deve obbedire alla Bibbia; per gli Anglicani cattolicizzanti Bibbia e Tradizione, all'interno della quale si colloca anche la lex orandi, lex credendi, hanno uguale valore quali fonti della fede; altri gruppi attribuiscono una prevalenza alla Tradizione. Altra corrente di pensiero religioso – come Richard Hooker – Scrittura, Tradizione e Ragione devono essere lasciate nella loro naturale tensione perché insieme si fanno fonte di verità religiosa.

## Lex orandi, lex credendi secondo i riformatori
Loro principio basilare è “Sola Scriptura”. Per luteranesimo, calvinismo, zwinglismo ecc., la “lex orandi, lex credendi” è un principio rispettato tanto quanto i suoi contenuti coincidono con la Scrittura, unica fonte dei contenuti della fede.

## Lex orandi, lex credendi per l'ortodossia
Durante una visita al papa Benedetto XVI, Bartolomeo, primo patriarca di Costantinopoli, usò proprio la frase latina “lex orandi, lex credendi” da cui ha estratto l'insegnamento che dalla liturgia discende la necessità di ritornare all'unione di preghiera e di fede.
Anche i cristiani ortodossi, sebbene ritengano che la Tradizione non è superiore né inferiore alla Scrittura, giudicano tutto ciò che proviene dai Concili e dalla liturgia un'ulteriore fonte di quanto hanno insegnato gli apostoli.